# Championnat d'Italie de football
Cet article traite uniquement de la compétition masculine. Pour la compétition féminine, voir Championnat d'Italie de football féminin.
Pour les articles homonymes, voir Série A.
 (janvier 2025).
Si vous disposez d'ouvrages ou d'articles de référence ou si vous connaissez des sites web de qualité traitant du thème abordé ici, merci de compléter l'article en donnant les références utiles à sa vérifiabilité et en les liant à la section « Notes et références ».

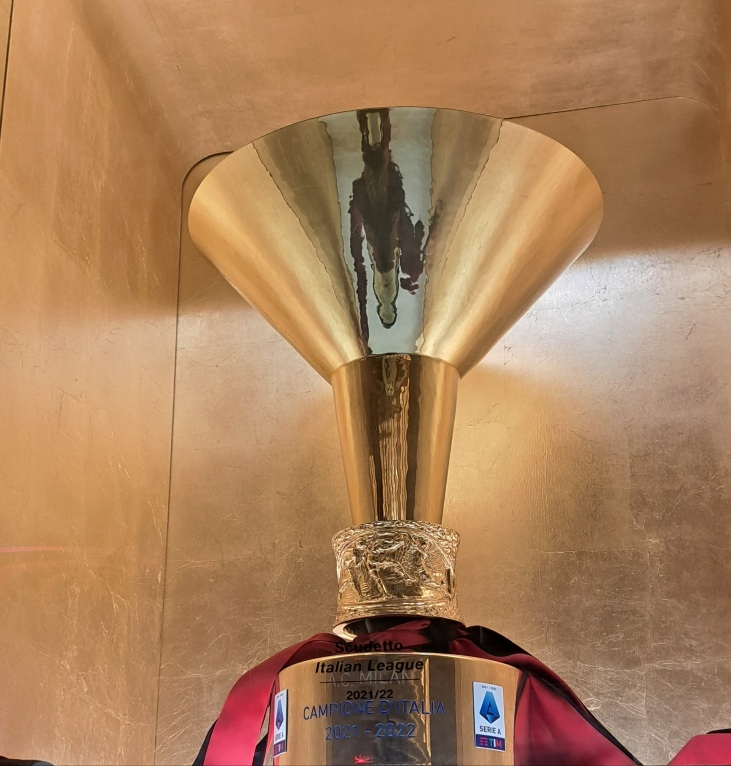
Le trophée du championnat de Serie A

Le Championnat d'Italie de football, dénommé Serie A (prononcé : [ˈsɛːrje ˈa]), ou encore Serie A Enilive car sponsorisée avec Enilive, est une compétition de football qui représente en Italie le sommet de la hiérarchie du football. La seconde division italienne est la Serie B.
Ce championnat regroupe les vingt meilleures équipes italiennes. Elles se rencontrent chacune à deux reprises (un match à domicile et un match à l'extérieur). À la fin de la saison, les trois équipes totalisant le plus faible nombre de points sont reléguées (elles sont départagées à la différence de buts en cas d'égalité). Quant aux quatre premières, elles sont directement qualifiées pour la Ligue des champions. L'équipe en cinquième position est elle en Ligue Europa ainsi que le vainqueur de la Coupe d'Italie (s'il ne dispute pas la Ligue des Champions) et celle en 6e position sera au deuxième tour de qualification.
Ce championnat est l'un des plus suivis au monde. Fort d'une histoire étoffée, il a longtemps été considéré par les observateurs comme le meilleur championnat du monde. Il est reconnu principalement pour l'efficacité générale de ses défenses et sa rigueur tactique. La Série A va connaître son âge d'or dans les années 1990 où elle sera classée comme le meilleur championnat du monde largement au-dessus de l'Espagne, l’Allemagne et l'Angleterre ses principaux concurrents.
Le titre de champion d'Italie fut assigné pour la première fois en 1898, remporté par le Genoa. Après plusieurs dénominations avec des modes différents (Championnat fédéral de 1898 à 1903, Première catégorie de 1904 à 1921-1922 (FIGC), Première division de 1921-1922 (CCI) à 1925-1926 et Division nationale de 1926-1927 à 1928-1929), l'actuel championnat sous forme de tournoi toutes rondes (Serie A) existe depuis la saison 1929-1930 (remporté par l'Inter).

## Présentation
Ce championnat a une histoire très riche grâce à la présence de trois des plus grands clubs au monde comme la Juventus FC, l'AC Milan et l'Inter et également quelques autres clubs comme l'AS Rome, la SS Lazio, le Parme Calcio, la UC Sampdoria, l'ACF Fiorentina, le SSC Naples, le Torino FC, le Genoa CFC qui ont un niveau ou un passé international.
La tactique tient, depuis les années 1950, une place centrale dans l'approche du jeu en Italie. La défense fut longtemps à l'honneur avec le catenaccio qui verrouillait la surface de réparation. Le joueur franco-argentin Helenio Herrera, surnommé H.H., fut l'un des maîtres tacticiens de l'après-guerre. Les variations de niveau, récurrentes dans le football italien, provoquèrent parfois des réactions des autorités. La fermeture aux joueurs étrangers durant les années 1970 fut abolie en 1981. Les stars étrangères firent alors les beaux jours des grands clubs italiens, Platini et Maradona en tête, tout comme Trezeguet, Eto'o, ou Ibrahimović. Avant cette interdiction, certains grands joueurs étrangers avaient déjà brillé en Italie dans les années 1940-1950. Une vague de joueurs nordiques, suédois en particulier, était alors notable.
Le championnat dit à poule unique débute en 1929. Toutefois, il existe un championnat d'Italie bien avant cette date. Dès 1898, le premier titre est décerné au Genoa au terme d'une compétition à élimination directe. Le championnat d'Italie conserve cette formule jusqu'en 1902 où les groupes géographiques sont instaurés avec un calendrier permettant d'éviter le couperet de l'élimination directe. Toutefois, le championnat reste embryonnaire jusqu'en 1909 où l'on tente une première fois l'expérience du groupe unique, mais avec un match opposant les deux premiers du classement. Les éditions 1909 et 1910 sont jouées ainsi, mais les groupes géographiques, cette fois plus étoffés, reprennent leurs droits dès 1911. En 1922, deux clubs sont sacrés à cause de la création d'un championnat « pirate ». En 1927, Torino perd le titre sur tapis vert.
Le record de titres est détenu par la Juventus FC qui en compte 36 (38 titres sur le terrain mais les titres de 2005 et 2006 ont été annulés à la suite du scandale de désignation d'arbitres) devant l'Inter (20) et le AC Milan (19). On parle de scudetto (écusson) pour désigner les titres italiens en raison du port d'un écusson aux couleurs de l'Italie durant toute la saison suivant le titre. Quant aux tenants de la Coupe d'Italie, ils portent une cocarde vert-blanc-rouge sur leur maillot.

## Historique

### Championnat de Première catégorie (1904-1922)

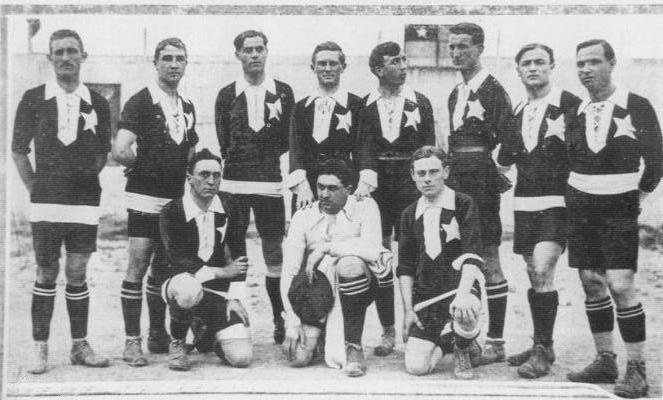
L'équipe de Casale, vainqueur du titre historique de 1914.

Au mois d'octobre 1907, la Federazione Italiana Foot-Ball choisit de « dédoubler » le championnat, pour lutter contre le nombre croissant de joueurs étrangers dans le championnat italien. L'accord concernait tous les clubs, mais au moment des votes, les délégués du AC Milan, Torino FC, Libertas, Genoa et de Naples quittèrent la séance pour protester. Un championnat parallèle fut alors créé, le Campionato Federale F.I.F. (non officiellement reconnu), ouvert aux équipes ayant des joueurs étrangers, tandis que le second championnat officiel, la Prima Categoria 1908 (ou Coppa Romolo Buni), réservée seulement aux équipes composées uniquement de joueurs d'origine italienne reste de rigueur. La Juventus FC remporta les deux éditions du championnat de la FIF 1908 et 1909.
En avril 1915, bien que le conflit ait débuté en Europe depuis août 1914, l'Italie rejoint la Première Guerre mondiale. Le 22 mai, à la suite du décret de mobilisation du gouvernement italien, la FIGC (fédération italienne de football) ordonne la suspension du championnat. Mais les villes italiennes ainsi que leur supporteurs de football, non-directement touchés par la guerre, désiraient un tournoi pour continuer à suivre leur sport, et c'est ainsi que naquit l'idée d'une compétition, non officielle, appelée la Coppa Federale (en français la Coupe fédérale), compétition sans aucun titre en jeu. Déçus, de nombreux clubs ne participèrent pas à cette compétition, ajouté à cela certaines zones géographiques dangereuses qui furent évitées à cause de la guerre, comme la Vénétie.
Après cette coupe fédérale gagnée par le Milan, plutôt équilibrée et très accrochée, les clubs italiens cessent toute activité jusqu'en 1919 à la fin de la guerre.
Au cours de la saison 1921-1922, le championnat se divise en deux, avec d'un côté le Championnat de la CCI (Confederazione Calcistica Italiana) et de l'autre le Championnat de la FIGC. Ces deux championnats (de la FIGC et de la CCI) furent la réponse d'un schisme, fait à cause du nombre de plus en plus croissant d'équipes prenant part au championnat, de plus en plus mal organisé. À la suite de réformes (comme le Projet Pozzo) n'aboutissant pas, de nombreux clubs firent sécession et créèrent une nouvelle fédération à Milan. Bien qu'avec des sociétés plus puissantes, nombreuses et plus riches, leur championnat ne tiendra qu'une année, et les deux champions (le Pro Vercelli pour la CCI et l'US Novese pour la FIGC) gardèrent leur titre. Pour cette saison 1921-1922, il y a donc officiellement deux vainqueurs.

### Serie A (depuis 1929)

#### Les années 1960-1970, l'âge d'argent
À la suite de l'élimination de l'Italie à la Coupe du monde 1966 par la modeste équipe de Corée du Nord, tous les joueurs étrangers sont interdits de participation au Championnat d'Italie de 1966 à 1980.

#### Les années 1980-1990, lecalcioau sommet / le scandale dutotonero
Au début des années 1980, c'est la Juventus Football Club et l'AS Rome qui domineront pendant plusieurs années le calcio tandis que l'AC Milan peinera à trouver une stabilité financière et se retrouvera même à deux reprises en Serie B italienne. La Juventus remportera le scudetto à 4 reprises entre 1980 et 1986 tandis que l'AS Rome la remportera en 1983 et le Hellas Vérone en 1985.
En 1986, avec l'arrivée de Silvio Berlusconi à la tête de l'AC Milan puis de Maradona du côté de Naples, les tendances s'inverseront et le titre sera remporté à de nombreuses reprises par l'AC Milan à partir de 1988. Le SSC Napoli, quant à lui, remportera le scudetto à deux reprises, en 1987 et 1990 et deviendra après Cagliari le deuxième club du sud de l'Italie à avoir remporté un scudetto. Il sombrera petit à petit à partir de 1992 pendant plus d'une décennie. La Juventus aura toujours son mot à dire durant cette domination milanaise, finissant souvent 2e, mais reprendra les commandes du championnat italien vers la fin des années 1990.
Vers la fin des années 1990, la loi permettant à une équipe italienne de posséder plusieurs étrangers dans leurs effectifs augmentera le nombre d'arrivées de talent sud-américains tels que Ronaldo, Batistuta, Verón, Hernán Crespo et bien d'autres. Cela permettra à la SS Lazio et à la Fiorentina de recruter de bons talents à moindre prix et ainsi de devenir des prétendants possible au scudetto.
Entre 1980 et 2000, au moins un club italien sera présent en finale de la Coupe UEFA à 10 reprises (pour 8 victoires) et à 12 reprises (pour 5 victoires) en Ligue des champions de l'UEFA. Le calcio occupera la première place au Coefficient UEFA pendant de nombreuses années et deviendra un championnat incontournable pour les footballeurs voulant se faire une place au niveau international. De nombreux dessins animés de football verront le jour à cette époque, reprenant la nation et le championnat italien comme sujet principal de l'histoire dont le célèbre L'École des champions ou encore Hungry Heart.
Cette domination est confirmée par la Juventus en 1985, puisqu'elle devient la première équipe dans l'histoire du football européen à remporter les trois compétitions majeures organisées par l'Union des associations européennes de football, Ligue des champions de l'UEFA (C1), Coupe d'Europe des vainqueurs de coupe de football (C2) et la Coupe UEFA (C3). Après leur triomphe en Coupe intercontinentale la même année, la Juventus est aussi devenue la première équipe dans l'histoire du football, et est actuellement[Quand ?] l'unique au monde, à avoir remporté toutes les compétitions officielles au niveau international.
En 1982, pour couronner le tout, la Squadra Azzurra soulève sa troisième coupe du monde près de 45 ans après ses précédents succès de 1934 et 1938 et cela malgré le scandale du totonero. L'Italie se verra moins chanceuse aux éditions suivantes avec ses défaites aux tirs au but en demi-finale 1990, aux tirs au but en finale 1994 et également aux tirs au but en quart de finale 1998.

#### Les années 2000 et 2010: Un lent déclin puis un désir de reconquête
Lors des débuts des années 2000, le SS Lazio et l'AS Rome rafleront chacun un scudetto respectivement en 2000 et 2001. Cependant, en raison d'une mauvaise politique de recrutement et de dépenses beaucoup trop importantes lors des transferts, le SS Lazio perdra en compétitivité à partir de 2001 et se battra pour le milieu du tableau, voire la deuxième moitié de tableau. Le Parma Football Club, dont le dirigeant n'est autre que le président de la société Parmalat, connaîtra de gros soucis financiers à partir de 2003 avec le scandale financier de son entreprise, alors vainqueur de la Coupe UEFA en 1995 et 1999, pour se battre contre la relégation alors que la Fiorentina tombera littéralement en faillite en 2002 et se verra rétrogradée en 4e division italienne pour revenir au-devant de la scène nationale en 2005. Le calcio commence alors à connaître une perte de vitesse sur la scène européenne, au profit des championnats anglais et espagnol, malgré la saison 2002-2003 où trois clubs italiens se hissent jusqu'aux demi-finales de la Ligue des Champions : l'Inter, la Juventus et le Milan, ce dernier remportant la compétition.
La Juventus remportera le scudetto en 2002, 2003, 2005, 2006 mais se verra enlever ceux de 2005 (titre non attribué) et celui de 2006 au profit de l'Inter à la suite du procés du Calciopoli et sera même reléguée en 2e division italienne. A noter que la Juventus n'a pas été condamnée pour matchs truqués mais parce que le directeur sportif à l’époque, Moggi contactait le désignateur des arbitres pour choisir l'arbitre. Des écoutes téléphoniques du même type sortiront plus tard et impliqueront l'ancien directeur de l'Inter, Fachetti, mais le club fut protégé par la prescription. Cette affaire va beaucoup fragiliser la Juventus puisqu'une grande partie de ses stars partiront pour d'autres clubs et l'Inter pourra profiter de cette perte de puissance pour s'adjuger cinq titres consécutifs. À la suite du Calciopoli qui éclate juste avant la Coupe du monde en Allemagne de 2006, le Calcio est ébranlé et peine à redorer son noble blason.
Bien que la Juventus ne reste qu'une seule année en Serie B et finit deuxième dès son retour en Serie A, elle connaît également une série de recrutements infructueux qui ne lui permettent plus de se qualifier ni pour la Ligue des champions ni la Ligue Europa. Le SSC Napoli revient parmi les élites de la Serie A en 2007, après avoir été rétrogradé en troisième division et déclaré en faillite en 2004.
Dans l'histoire récente, les clubs italiens montrent un manque de compétitivité sur la scène européenne. L'AC Milan et l'Inter ont été les seuls à briller : champion d'Europe en 2003 et 2007, finaliste en 2005 pour l'AC Milan ; champion d'Europe en 2010 pour l'Inter. Durant la même période, la squadra azzurra remporte une quatrième coupe du monde en 2006 en Allemagne.
Depuis 2012, la Juventus exerce une domination sans partage sur la Serie A, malgré la concurrence de l'AS Roma ou le retour au premier plan de SSC Naples, et profite de la crise sportive et économique des clubs milanais, l'Inter et le Milan. Le championnat tente de retrouver son glorieux passé des années 1990-2000 lors de l'été 2018, durant lequel la Nazionale ne se qualifie pas pour la Coupe du monde (une première depuis 1958), la Juventus recrute la star Cristiano Ronaldo et le retour ambitieux des deux clubs milanais laisse augurer un retour croissant de l'intérêt pour la Série A en Europe.
En 2018, le Calcio est classé troisième au Coefficient UEFA.

## Les clubs de l'édition 2024-2025
| Club             | Se maintient depuis | Classement 2023-2024 | Entraîneur           | Depuis | Stade                          | Capacité théorique |
| ---------------- | ------------------- | -------------------- | -------------------- | ------ | ------------------------------ | ------------------ |
| Inter            | 1908                | 1er                  | Simone Inzaghi       | 2021   | Stade Giuseppe Meazza          | 80 018             |
| AC Milan         | 1983                | 2e                   | Sergio Conceicao     | 2024   | Stade San Siro                 | 80 018             |
| Juventus         | 2007                | 3e                   | Igor Tudor           | 2025   | Allianz Stadium                | 41 504             |
| Atalanta Bergame | 2011                | 4e                   | Gian Piero Gasperini | 2016   | Stadio Atleti Azzurri d'Italia | 26 542             |
| Bologne FC       | 2015                | 5e                   | Vincenzo Italiano    | 2024   | Stade Renato-Dall'Ara          | 38 279             |
| AS Rome          | 1952                | 6e                   | Claudio Ranieri      | 2024   | Stade olympique de Rome        | 70 634             |
| SS Lazio         | 1989                | 7e                   | Marco Baroni         | 2024   | Stade olympique de Rome        | 70 634             |
| ACF Fiorentina   | 2004                | 8e                   | Raffaele Palladino   | 2024   | Stade Artemio-Franchi          | 47 282             |
| Torino FC        | 2012                | 9e                   | Paolo Vanoli         | 2024   | Stade olympique de Turin       | 27 994             |
| SSC Naples       | 2007                | 10e                  | Antonio Conte        | 2024   | Stade Diego-Armando-Maradona   | 60 240             |
| Genoa CFC        | 2023                | 11e                  | Patrick Vieira       | 2024   | Stade Luigi-Ferraris           | 36 569             |
| AC Monza         | 2022                | 12e                  | Alessandro Nesta     | 2025   | Stade Brianteo                 | 18 568             |
| Hellas Vérone    | 2019                | 13e                  | Paolo Zanetti        | 2024   | Stade Marcantonio Bentegodi    | 39 211             |
| US Lecce         | 2022                | 14e                  | Luca Gotti           | 2024   | Stade Via del Mare             | 36 285             |
| Udinese Calcio   | 1995                | 15e                  | Kosta Runjaic        | 2024   | Dacia Arena                    | 25 500             |
| Cagliari Calcio  | 2023                | 16e                  | Davide Nicola        | 2024   | Sardegna Arena                 | 16 233             |
| Empoli FC        | 2021                | 17e                  | Roberto D'Aversa     | 2024   | Stade Carlo-Castellani         | 19 847             |
| Parme Calcio     | 2024                | 1er (SB)             | Cristian Chivu       | 2025   | Stade Ennio-Tardini            | 22 790             |
| Côme 1907        | 2024                | 2e (SB)              | Cesc Fabregas        | 2024   | Stade Giuseppe-Sinigaglia      | 13 602             |
| Venezia FC       | 2024                | 3e (SB)              | Eusebio Di Francesco | 2024   | Stade Pier-Luigi-Penzo         | 11 150             |

## Palmarès

### Palmarès 1898-1929
| Saison      | Champion                                    | Vice-champion                  |
| ----------- | ------------------------------------------- | ------------------------------ |
| 1898        | Genoa CFC (1)                               | Internazionale Torino          |
| 1899        | Genoa CFC (2)                               | Internazionale Torino          |
| 1900        | Genoa CFC (3)                               | FC Torinese                    |
| 1901        | AC Milan (1)                                | Genoa CFC                      |
| 1902        | Genoa CFC (4)                               | AC Milan                       |
| 1903        | Genoa CFC (5)                               | Juventus FC                    |
| 1904        | Genoa CFC (6)                               | Juventus FC                    |
| 1905        | Juventus FC (1)                             | Genoa CFC                      |
| 1906        | AC Milan (2)                                | Juventus FC                    |
| 1907        | AC Milan (3)                                | FC Torino                      |
| 1908        | Pro Vercelli (1)                            | US Milanese                    |
| 1909        | Pro Vercelli (2)                            | US Milanese                    |
| 1909-1910   | Inter (1)                                   | Pro Vercelli                   |
| 1910-1911   | Pro Vercelli (3)                            | Vicence                        |
| 1911-1912   | Pro Vercelli (4)                            | Venise                         |
| 1912-1913   | Pro Vercelli (5)                            | SS Lazio                       |
| 1913-1914   | Casale (1)                                  | SS Lazio                       |
| 1914-1915   | Genoa CFC (7)                               |                                |
| 1916 à 1918 | Pas de championnat                          | Pas de championnat             |
| 1919-1920   | Inter (2)                                   | Livourne                       |
| 1920-1921   | Pro Vercelli (6)                            | Pise                           |
| 1922        | US Novese (FIGC) (1) Pro Vercelli (CCI) (7) | Sampierdarenese Fortitudo Rome |
| 1922-1923   | Genoa CFC (8)                               | SS Lazio                       |
| 1923-1924   | Genoa CFC (9)                               | US Savoia                      |
| 1924-1925   | Bologne FC (1)                              | Alba Rome                      |
| 1925-1926   | Juventus FC (2)                             | Alba Rome                      |
| 1926-1927   | Torino FC révoqué                           | Bologne                        |
| 1927-1928   | Torino FC (1)                               | Genoa                          |
| 1928-1929   | Bologne (2)                                 | Torino FC                      |

### Palmarès depuis 1929-1930 (format à poule unique)
| Saison                 | Champion                                   | Vice-champion      | Meilleur buteur                               | Buts               | Moyenne de spectateurs |
| ---------------------- | ------------------------------------------ | ------------------ | --------------------------------------------- | ------------------ | ---------------------- |
| 1929-1930              | Inter (3)                                  | Genoa              | Giuseppe Meazza                               | 31 buts            | n.c.                   |
| 1930-1931              | Juventus FC (3)                            | AS Rome            | Rodolfo Volk                                  | 29 buts            | n.c.                   |
| 1931-1932              | Juventus FC (4)                            | Bologne FC         | Pedro Petrone Angelo Schiavio                 | 25 buts            | n.c.                   |
| 1932-1933              | Juventus FC (5)                            | Inter              | Felice Placido Borel II                       | 29 buts            | n.c.                   |
| 1933-1934              | Juventus FC (6)                            | Inter              | Felice Placido Borel II                       | 32 buts            | n.c.                   |
| 1934-1935              | Juventus FC (7)                            | Inter              | Enrique Guaita                                | 28 buts            | n.c.                   |
| 1935-1936              | Bologne FC (3)                             | AS Rome            | Giuseppe Meazza                               | 25 buts            | n.c.                   |
| 1936-1937              | Bologne FC (4)                             | SS Lazio           | Silvio Piola                                  | 21 buts            | n.c.                   |
| 1937-1938              | Inter (4)                                  | Juventus FC        | Giuseppe Meazza                               | 20 buts            | n.c.                   |
| 1938-1939              | Bologne FC (5)                             | Torino FC          | Aldo Boffi Ettore Puricelli                   | 19 buts            | n.c.                   |
| 1939-1940              | Inter (5)                                  | Bologne FC         | Aldo Boffi                                    | 24 buts            | n.c.                   |
| 1940-1941              | Bologne FC (6)                             | Inter              | Ettore Puricelli                              | 22 buts            | n.c.                   |
| 1941-1942              | AS Rome (1)                                | Torino FC          | Aldo Boffi                                    | 22 buts            | n.c.                   |
| 1942-1943              | Torino FC (2)                              | Livourne           | Silvio Piola                                  | 21 buts            | n.c.                   |
| 1943-1944 et 1944-1945 | Pas de championnat                         | Pas de championnat | Pas de championnat                            | Pas de championnat | Pas de championnat     |
| 1945-1946              | Torino FC (3)                              | Juventus FC        | Eusebio Castigliano                           | 13 buts            | n.c.                   |
| 1946-1947              | Torino FC (4)                              | Juventus FC        | Valentino Mazzola                             | 29 buts            | n.c.                   |
| 1947-1948              | Torino FC (5)                              | AC Milan           | Giampiero Boniperti                           | 27 buts            | n.c.                   |
| 1948-1949              | Torino FC (6)                              | Inter              | István Nyers                                  | 26 buts            | n.c.                   |
| 1949-1950              | Juventus FC (8)                            | AC Milan           | Gunnar Nordahl                                | 35 buts            | n.c.                   |
| 1950-1951              | AC Milan (4)                               | Inter              | Gunnar Nordahl                                | 34 buts            | n.c.                   |
| 1951-1952              | Juventus FC (9)                            | AC Milan           | John Hansen                                   | 30 buts            | n.c.                   |
| 1952-1953              | Inter (6)                                  | Juventus FC        | Gunnar Nordahl                                | 26 buts            | n.c.                   |
| 1953-1954              | Inter (7)                                  | Juventus FC        | Gunnar Nordahl                                | 23 buts            | n.c.                   |
| 1954-1955              | AC Milan (5)                               | Udinese Calcio     | Gunnar Nordahl                                | 27 buts            | n.c.                   |
| 1955-1956              | ACF Fiorentina (1)                         | AC Milan           | Gino Pivatelli                                | 29 buts            | n.c.                   |
| 1956-1957              | AC Milan (6)                               | ACF Fiorentina     | Dino Da Costa                                 | 22 buts            | n.c.                   |
| 1957-1958              | Juventus FC (10)                           | ACF Fiorentina     | John Charles                                  | 28 buts            | n.c.                   |
| 1958-1959              | AC Milan (7)                               | ACF Fiorentina     | Antonio Valentín Angelillo                    | 33 buts            | n.c.                   |
| 1959-1960              | Juventus FC (11)                           | ACF Fiorentina     | Omar Sivori                                   | 28 buts            | n.c.                   |
| 1960-1961              | Juventus FC (12)                           | AC Milan           | Sergio Brighenti                              | 27 buts            | 21 198                 |
| 1961-1962              | AC Milan (8)                               | Inter              | José Altafini Aurelio Milani                  | 22 buts            | 19 628                 |
| 1962-1963              | Inter (8)                                  | Juventus FC        | Harald Nielsen Pedro Manfredini               | 19 buts            | 22 363                 |
| 1963-1964              | Bologne FC (7)                             | Inter              | Harald Nielsen                                | 21 buts            | 21 617                 |
| 1964-1965              | Inter (9)                                  | AC Milan           | Sandro Mazzola Alberto Orlando                | 17 buts            | 20 321                 |
| 1965-1966              | Inter (10)                                 | Bologne FC         | Luis Vinicio                                  | 25 buts            | 24 524                 |
| 1966-1967              | Juventus FC (13)                           | Inter              | Luigi Riva                                    | 18 buts            | 23 818                 |
| 1967-1968              | AC Milan (9)                               | SSC Naples         | Pierino Prati                                 | 15 buts            | 26 341                 |
| 1968-1969              | ACF Fiorentina (2)                         | Cagliari           | Luigi Riva                                    | 21 buts            | 28 410                 |
| 1969-1970              | Cagliari (1)                               | Inter              | Luigi Riva                                    | 21 buts            | 30 134                 |
| 1970-1971              | Inter (11)                                 | AC Milan           | Roberto Boninsegna                            | 24 buts            | 30 806                 |
| 1971-1972              | Juventus FC (14)                           | AC Milan           | Roberto Boninsegna                            | 22 buts            | 29 558                 |
| 1972-1973              | Juventus FC (15)                           | AC Milan           | Paolino Pulici Gianni Rivera Giuseppe Savoldi | 17 buts            | 32 177                 |
| 1973-1974              | SS Lazio (1)                               | Juventus FC        | Giorgio Chinaglia                             | 24 buts            | 34 915                 |
| 1974-1975              | Juventus FC (16)                           | SSC Naples         | Paolino Pulici                                | 18 buts            | 31 528                 |
| 1975-1976              | Torino FC (7)                              | Juventus FC        | Paolino Pulici                                | 21 buts            | 32 178                 |
| 1976-1977              | Juventus FC (17)                           | Torino FC          | Francesco Graziani                            | 21 buts            | 32 316                 |
| 1977-1978              | Juventus FC (18)                           | Vicence            | Paolo Rossi                                   | 24 buts            | 34 154                 |
| 1978-1979              | AC Milan (10)                              | Perugia            | Bruno Giordano                                | 19 buts            | 32 858                 |
| 1979-1980              | Inter (12)                                 | Juventus FC        | Roberto Bettega                               | 16 buts            | 30 983                 |
| 1980-1981              | Juventus FC (19)                           | AS Rome            | Roberto Pruzzo                                | 18 buts            | 27 647                 |
| 1981-1982              | Juventus FC (20)                           | ACF Fiorentina     | Roberto Pruzzo                                | 15 buts            | 31 942                 |
| 1982-1983              | AS Rome (2)                                | Juventus FC        | Michel Platini                                | 16 buts            | 33 020                 |
| 1983-1984              | Juventus FC (21)                           | AS Rome            | Michel Platini                                | 20 buts            | 36 553                 |
| 1984-1985              | Hellas Vérone (1)                          | Torino FC          | Michel Platini                                | 18 buts            | 38 872                 |
| 1985-1986              | Juventus FC (22)                           | AS Rome            | Roberto Pruzzo                                | 19 buts            | 35 871                 |
| 1986-1987              | SSC Naples (1)                             | Juventus FC        | Pietro Paolo Virdis                           | 17 buts            | 33 087                 |
| 1987-1988              | AC Milan (11)                              | SSC Naples         | Diego Maradona                                | 15 buts            | 30 621                 |
| 1988-1989              | Inter (13)                                 | SSC Naples         | Aldo Serena                                   | 22 buts            | 29 454                 |
| 1989-1990              | SSC Naples (2)                             | AC Milan           | Marco van Basten                              | 19 buts            | 27 162                 |
| 1990-1991              | Sampdoria (1)                              | AC Milan           | Gianluca Vialli                               | 19 buts            | 33 255                 |
| 1991-1992              | AC Milan (12)                              | Juventus FC        | Marco van Basten                              | 25 buts            | 34 205                 |
| 1992-1993              | AC Milan (13)                              | Inter              | Giuseppe Signori                              | 26 buts            | 32 607                 |
| 1993-1994              | AC Milan (14)                              | Juventus FC        | Giuseppe Signori                              | 23 buts            | 29 883                 |
| 1994-1995              | Juventus FC (23)                           | SS Lazio           | Gabriel Batistuta                             | 26 buts            | 29 154                 |
| 1995-1996              | AC Milan (15)                              | Juventus FC        | Igor Protti Giuseppe Signori                  | 24 buts            | 29 447                 |
| 1996-1997              | Juventus FC (24)                           | Parme              | Filippo Inzaghi                               | 24 buts            | 29 481                 |
| 1997-1998              | Juventus FC (25)                           | Inter              | Oliver Bierhoff                               | 27 buts            | 31 161                 |
| 1998-1999              | AC Milan (16)                              | SS Lazio           | Amoroso                                       | 22 buts            | 30 704                 |
| 1999-2000              | SS Lazio (2)                               | Juventus FC        | Andriy Shevchenko                             | 24 buts            | 29 908                 |
| 2000-2001              | AS Rome (3)                                | Juventus FC        | Hernán Crespo                                 | 26 buts            | 29 598                 |
| 2001-2002              | Juventus FC (26)                           | AS Rome            | Dario Hubner David Trezeguet                  | 24 buts            | 26 019                 |
| 2002-2003              | Juventus FC (27)                           | Inter              | Christian Vieri                               | 24 buts            | 25 474                 |
| 2003-2004              | AC Milan (17)                              | AS Rome            | Andriy Shevchenko                             | 24 buts            | 25 469                 |
| 2004-2005              | Titre annulé à la Juventus FC (Calciopoli) | AC Milan           | Cristiano Lucarelli                           | 24 buts            | 25 472                 |
| 2005-2006              | Inter (14) sur tapis vert                  | AS Rome            | Luca Toni                                     | 31 buts            | 21 698                 |
| 2006-2007              | Inter (15)                                 | AS Rome            | Francesco Totti                               | 26 buts            | 18 473                 |
| 2007-2008              | Inter (16)                                 | AS Rome            | Alessandro Del Piero                          | 21 buts            | 23 180                 |
| 2008-2009              | Inter (17)                                 | Juventus FC        | Zlatan Ibrahimović                            | 25 buts            | 25 045                 |
| 2009-2010              | Inter (18)                                 | AS Rome            | Antonio Di Natale                             | 29 buts            | 24 957                 |
| 2010-2011              | AC Milan (18)                              | Inter              | Antonio Di Natale                             | 28 buts            | 24 306                 |
| 2011-2012              | Juventus FC (28)                           | AC Milan           | Zlatan Ibrahimović                            | 28 buts            | 23 459                 |
| 2012-2013              | Juventus FC (29)                           | SSC Naples         | Edinson Cavani                                | 29 buts            | 23 569                 |
| 2013-2014              | Juventus FC (30)                           | AS Rome            | Ciro Immobile                                 | 22 buts            | 23 351                 |
| 2014-2015              | Juventus FC (31)                           | AS Rome            | Mauro Icardi Luca Toni                        | 22 buts            | 22 083                 |
| 2015-2016              | Juventus FC (32)                           | SSC Naples         | Gonzalo Higuaín                               | 36 buts            | 22 234                 |
| 2016-2017              | Juventus FC (33)                           | AS Rome            | Edin Džeko                                    | 29 buts            | 22 217                 |
| 2017-2018              | Juventus FC (34)                           | SSC Naples         | Mauro Icardi Ciro Immobile                    | 29 buts            | 24 706                 |
| 2018-2019              | Juventus FC (35)                           | SSC Naples         | Fabio Quagliarella                            | 26 buts            | 25 245                 |
| 2019-2020              | Juventus FC (36)                           | Inter              | Ciro Immobile                                 | 36 buts            | 17 912                 |
| 2020-2021              | Inter (19)                                 | AC Milan           | Cristiano Ronaldo                             | 29 buts            | 41                     |
| 2021-2022              | AC Milan (19)                              | Inter              | Ciro Immobile                                 | 27 buts            | 18 236                 |
| 2022-2023              | SSC Naples (3)                             | SS Lazio           | Victor Osimhen                                | 26 buts            |                        |
| 2023-2024              | Inter (20)                                 | AC Milan           | Lautaro Martínez                              | 24 buts            |                        |
| 2024-2025              | SSC Naples (4)                             | Inter              | Mateo Retegui                                 | 25 buts            |                        |

### Bilan

#### Par club
| Rang | Clubs           | Titres | Années |
| ---- | --------------- | ------ | --- |
| 1    | Juventus FC     | 36     | 1905, 1926, 1931, 1932, 1933, 1934, 1935, 1950, 1952, 1958, 1960, 1961, 1967, 1972, 1973, 1975, 1977, 1978, 1981, 1982, 1984, 1986, 1995, 1997, 1998, 2002, 2003, 2012, 2013, 2014, 2015, 2016, 2017, 2018, 2019, 2020 |
| 2    | Inter           | 20     | 1910, 1920, 1930, 1938, 1940, 1953, 1954, 1963, 1965, 1966, 1971, 1980, 1989, 2006, 2007, 2008, 2009, 2010, 2021, 2024                                                                                                 |
| 3    | AC Milan        | 19     | 1901, 1906, 1907, 1951, 1955, 1957, 1959, 1962, 1968, 1979, 1988, 1992, 1993, 1994, 1996, 1999, 2004, 2011, 2022 |
| 4    | Genoa CFC       | 9      | 1898, 1899, 1900, 1902, 1903, 1904, 1915, 1923, 1924 |
| 5    | Pro Vercelli    | 7      | 1908, 1909, 1911, 1912, 1913, 1921, 1922 |
| 5    | Bologne FC      | 7      | 1925, 1929, 1936, 1937, 1939, 1941, 1964 |
| 5    | Torino FC       | 7      | 1928, 1943, 1946, 1947, 1948, 1949, 1976 |
| 8    | SSC Naples      | 4      | 1987, 1990, 2023, 2025 |
| 9    | AS Rome         | 3      | 1942, 1983, 2001 |
| 10   | ACF Fiorentina  | 2      | 1956, 1969 |
| 10   | SS Lazio        | 2      | 1974, 2000 |
| 12   | AS Casale       | 1      | 1914 |
| 12   | USD Novese      | 1      | 1922 |
| 12   | Cagliari Calcio | 1      | 1970 |
| 12   | Hellas Vérone   | 1      | 1985 |
| 12   | UC Sampdoria    | 1      | 1991 |

 Une étoile pour 10 titres 

#### Par ville
| Ville             | Titres | Clubs vainqueurs                |
| ----------------- | ------ | ------------------------------- |
| Turin             | 43     | Juventus FC (36), Torino FC (7) |
| Milan             | 39     | Inter (20), AC Milan (19)       |
| Gênes             | 10     | Genoa (9), Sampdoria (1)        |
| Bologne           | 7      | Bologne FC (7)                  |
| Verceil           | 7      | Pro Verceil (7)                 |
| Rome              | 5      | Roma (3), SS Lazio (2)          |
| Naples            | 4      | SSC Naples (4)                  |
| Florence          | 2      | ACF Fiorentina (2)              |
| Cagliari          | 1      | Cagliari (1)                    |
| Casale Monferrato | 1      | Casale (1)                      |
| Novi Ligure       | 1      | Novese (1)                      |
| Vérone            | 1      | Hellas Vérone (1)               |

#### Par région
| Région         | Titres | Clubs vainqueurs                                                          |
| -------------- | ------ | ------------------------------------------------------------------------- |
| Piémont        | 52     | Juventus FC (36), Torino FC (7), Pro Vercelli (7), Casale (1), Novese (1) |
| Lombardie      | 39     | Inter (20), AC Milan (19)                                                 |
| Ligurie        | 10     | Genoa (9), Sampdoria (1)                                                  |
| Émilie-Romagne | 7      | Bologne FC (7)                                                            |
| Latium         | 5      | Roma (3), SS Lazio (2)                                                    |
| Campanie       | 4      | SSC Naples (4)                                                            |
| Toscane        | 2      | ACF Fiorentina (2)                                                        |
| Sardaigne      | 1      | Cagliari (1)                                                              |
| Vénétie        | 1      | Hellas Vérone (1)                                                         |

## Le trophée
Le Scudetto est la récompense la plus connue offerte au champion d'Italie. Cependant, il existe également un trophée. Créé par le sculpteur Ettore Calvelli en 1960, il mesure 45 centimètres et pèse approximativement 5 kilogrammes. La base est faite de marbre bleu et porte en son centre un anneau en or représentant des athlètes. Sur la base, les noms des vainqueurs du championnat depuis 1961 sont gravés. Si le trophée existe depuis 1961, il n’y a une remise officielle que depuis 2005. Cette cérémonie se déroule à l’issue de la dernière journée du championnat, avec remise de médailles, puis du trophée. La Juventus a été le premier club à remporter ce trophée en 1961, mais aussi le premier à le recevoir au cours d’une cérémonie officielle en 2005.

## Culture
Le football italien est à l'image de sa population, très contrastée. Par exemple, les rivalités entre le nord du pays et le sud sont omniprésentes.
Le football italien est le berceau des mouvements Ultras. Ces groupes de « tifosi » (supporteurs), pouvant être plus ou moins marqués politiquement, sont les plus fervents supporteurs de leur équipe, organisant les chants et les tifo aussi bien à domicile qu'à l'extérieur. Ces groupes manifestent parfois leur mécontentement envers les résultats sportifs de leur équipe de manière virulente, et sont hostiles à différentes évolutions du football moderne, ce qui entraîne des conflits avec les autorités (grèves de supporteurs).
Les « tifosi » se regroupent massivement dans les grandes tribunes situées souvent derrière les cages : les curve. Certaines de ces curve sont très célèbres : il y a la fameuse curva nord du stade San Siro qui abrite les supporteurs nerazzurri de l'Inter, ainsi que la curva sud qui est celle des tifosi rossoneri, ceux du AC Milan. Il y a la curva sud Scirea pour les supporteurs bianconeri de la Juventus. Il en va de même au stade Olympique de Rome ou les supporteurs de la SS Lazio occupent la curva nord, et ceux de la Roma occupent la sud.
Le football italien est aussi réputé pour la qualité de ses centres de formation, par exemple ceux de la Juventus, l'Inter, l'AC Milan, Torino FC, l'Atalanta Bergame, ou de l'AS Rome. Ce système permet aux clubs dits modestes de se renouveler sans cesse. C'est la raison pour laquelle le recrutement des grands clubs italiens s'effectue essentiellement en Italie.
Mais ces dernières saisons[Quand ?], le football italien subit une crise, financière et dans la formation, ce qui a des conséquences, notamment à travers l'arrivée d'investisseurs étrangers, comme c'est le cas à la Roma, à l'Inter, à la Fiorentina, à l'AC Milan ou encore au Bologna.

## Joueurs

### Joueurs non-UE
Contrairement à la Liga, qui imposait un quota sur le nombre de joueurs non-UE dans chaque club, les clubs de Serie A pouvaient signer autant de joueurs non-UE que disponibles lors des transferts domestiques.
Pendant les années 1980 et 1990, la plupart des clubs de Serie A ont signé un grand nombre de joueurs de nations étrangères (à la fois membres de l'UE et non-UE). Parmi les joueurs étrangers notables ayant évolué en Serie A durant cette période figuraient l'international irlandais Liam Brady, les internationaux anglais Paul Gascoigne et David Platt, Michel Platini et Laurent Blanc de la France, Lothar Matthäus et Jürgen Klinsmann d'Allemagne, les Néerlandais Ruud Gullit et Dennis Bergkamp, ainsi que l'Argentin Diego Maradona.
Mais depuis la saison 2003-04, un quota a été imposé à chacun des clubs, limitant le nombre de joueurs non-UE, non-AELE et non-suisses pouvant être signés à l'étranger chaque saison, à la suite de mesures provisoires introduites lors de la saison 2002-03, qui ont permis aux clubs de Serie A et B de ne signer qu'un seul joueur non-UE lors de la période de transfert estival de 2002.
Au milieu de la saison 2000-01, l'ancien système de quota a été aboli, ne limitant plus chaque équipe à avoir plus de cinq joueurs non-UE et à n'en utiliser que trois au maximum lors de chaque match,. En même temps que l'abolition du quota, la FIGC avait enquêté sur les footballeurs qui utilisaient de faux passeports. Alberto et Warley, Alejandro Da Silva et Jorginho Paulista de Udinese ; Fábio Júnior et Gustavo Bartelt de la Roma ; Dida du Milan ; Álvaro Recoba de l'Inter ; Thomas Job, Francis Zé, Jean Ondoa de Sampdoria ; et Jeda et Dede de Vicenza ont tous été suspendus en juillet 2001 pour des durées allant de six mois à un an. Cependant, la plupart des suspensions ont été ultérieurement réduites.
Le nombre de joueurs non-UE a été réduit de 265 lors de la saison 2002-03 à 166 lors de la saison 2006-07. Cela incluait également les joueurs qui ont obtenu le statut d'UE après l'adhésion de leurs pays respectifs à l'UE (voir 2004 et 2007), ce qui a fait des joueurs tels que Adrian Mutu, Valeri Bojinov, Marek Jankulovski et Marius Stankevičius des joueurs de l'UE.
La règle a subi de légères modifications en août 2004, en juin 2005, en juin 2006,, et en juin 2007.
Depuis la saison 2008-09, trois quotas sont attribués aux clubs n'ayant pas de joueurs non-UE dans leur effectif (auparavant, seuls les clubs nouvellement promus pouvaient avoir trois quotas) ; les clubs ayant un joueur non-UE ont deux quotas. Les clubs ayant deux joueurs non-UE se voient attribuer un quota et un quota conditionnel, qui est attribué après :
1. le transfert d'un joueur non-UE à l'étranger, ou
2. la libération d'un joueur non-UE en tant qu'agent libre, ou
3. l'obtention de la nationalité de l'UE par un joueur non-UE.

Les clubs ayant trois joueurs non-UE ou plus ont deux quotas conditionnels, mais la libération de deux joueurs non-UE en tant qu'agents libres ne leur donnera qu'un quota au lieu de deux. Les clubs de Serie B et de la Lega Pro ne peuvent pas signer de joueurs non-UE de l'étranger, à l'exception de ceux qui suivent le club promu de la Serie D.
Les grands clubs avec de nombreux étrangers empruntent généralement des quotas à d'autres clubs ayant peu d'étrangers ou pas d'étrangers afin de signer plus de joueurs non-UE. Par exemple, Adrian Mutu a rejoint la Juventus via Livorno en 2005, car à l'époque la Roumanie n'était pas membre de l'UE. D'autres exemples incluent Júlio César, Victor Obinna et Maxwell, qui ont rejoint l'Inter depuis Chievo (les deux premiers) et Empoli respectivement.
Le 2 juillet 2010, le quota conditionnel susmentionné a été réduit à un, cependant, si une équipe n'avait pas de joueurs non-UE, cette équipe pouvait toujours signer jusqu'à trois joueurs non-UE,,. En 2011, le quota de signature est revenu à deux.

### Joueurs formés localement
La Serie A a également imposé une règle sur les joueurs formés localement, une modification de la règle des joueurs formés localement (UEFA). Contrairement à l'UEFA, la Serie A n'a pas initialement plafonné le nombre de joueurs dans l'effectif de l'équipe première à 25, ce qui signifie qu'un club pouvait employer plus d'étrangers en augmentant la taille de l'effectif. Cependant, un plafond de 25 joueurs (les joueurs de moins de 21 ans étaient exclus) a été introduit lors de la saison 2015-16 (lors de la saison 2015-16, l'effectif devait simplement comporter 8 joueurs formés localement, mais il n'était pas nécessaire que 4 d'entre eux viennent de leur propre équipe de jeunes).
Lors de la saison 2016-17, la FIGC a sanctionné Sassuolo pour avoir aligné un joueur non éligible, Antonino Ragusa. Bien que le club n'ait pas dépassé la capacité de 21 joueurs qui n'étaient pas issus de leur propre équipe de jeunes (seul Domenico Berardi était éligible en tant que produit de leur propre centre de formation) ainsi que les joueurs de moins de 21 ans (nés en 1995 ou après, dont quatre joueurs étaient éligibles) dans leur liste de 24 hommes. Il a été signalé que du côté de la Lega Serie A, la liste de l'effectif n'avait pas été mise à jour,.

## Scudetto et étoile

### Scudetto
Dans le football italien, le scudetto (au pluriel scudetti) est un petit écusson en forme d'écu aux couleurs du drapeau italien, cousu sur le maillot de l'équipe ayant remporté le championnat de Serie A au cours de la saison précédente.
Par métonymie, le terme de scudetto indique plus simplement la victoire en championnat.
Le premier club à utiliser le scudetto après une victoire en championnat est le Genoa CFC en 1924, qui apposa un écusson sur son propre maillot, pour célébrer sa victoire après son neuvième championnat. La forme d'alors était comme l'actuelle, mais surmontée de la couronne de Savoie, symboliquement égale au drapeau italien de l'époque, et avait dans la zone centrale le symbole savoyard: une croix blanche sur fond rouge. Cet emblème subsiste jusqu'en 1926-1927, lors du premier scudetto remporté par le Torino FC.
À partir de la saison 1927-1928 et le nouveau scudetto du Torino, et ce jusqu'à la saison 1942-1943, il fut accompagné des faisceaux, symbole du régime fasciste. À partir de ce moment, une victoire en championnat de football fut nommée Scudetto et toutes les formations championnes d'alors apposèrent le symbole sur leur maillot.

### Étoile
En Italie, une étoile est cousue au-dessus du blason d'une équipe au bout de 10 championnats remportés.
Seuls trois clubs disposent d'étoiles sur leur maillots:
- Juventus FC : trois étoiles (1958, 1982 et 2012)[Note 5]
- Inter : deux étoiles (1966 et 2024)
- AC Milan : une étoile (1979)

L'idée de l'étoile sportive fut orchestrée en 1958, à l'occasion du 10e scudetto de la Juventus FC sur l'idée d'Umberto Agnelli, président du club, et le Comité national olympique italien (CONI) décida alors d'ajouter une étoile jaune-dorée à cinq pointes (Stella d'oro al Merito Sportivo), à partir du moment où un club remportait 10 titres de champion d'Italie.

## Stades
Les stades italiens sont reconnus pour leur grande capacité. Par exemple, le Stade olympique de Rome compte 72 698 places et le Stade Giuseppe-Meazza de Milan en compte 80 018. Tous deux sont en copropriété et loués par leurs mairies respectives, ce qui n'est pas rare en Italie (et qui peut poser des problèmes juridiques et des pertes économiques). La Juventus FC a été la première équipe italienne à posséder son stade, inauguré en 2011. Elle a été suivie par l'Udinese avec le nouveau Stadio Friuli inauguré en 2016.
Le Stadio San Nicola de Bari, le Stade Artemio-Franchi de Florence, le Juventus Stadium de Turin et le Stade Diego Armando Maradona de Naples ont tous une capacité supérieure à 40 000 places.
Certains stades et leurs infrastructures sont désormais[Quand ?] vieillissants, notamment dans le sud du pays, ceux-ci n'ayant plus été rénovés depuis la Coupe du monde 1990[réf. nécessaire].
| Rang | Stade                        | Capacité | Ville    | Clubs résidents                    |
| ---- | ---------------------------- | -------- | -------- | ---------------------------------- |
| 1    | Stade San Siro               | 80 018   | Milan    | AC Milan, Inter                    |
| 2    | Stade olympique de Rome      | 72 698   | Rome     | AS Rome, SS Lazio                  |
| 3    | Stade Diego Armando Maradona | 60 240   | Naples   | SSC Naples                         |
| 4    | Stade San Nicola             | 58 170   | Bari     | SSC Bari                           |
| 5    | Stade Artemio-Franchi        | 47 282   | Florence | ACF Fiorentina                     |
| 6    | Juventus Stadium             | 41 507   | Turin    | Juventus FC                        |
| 7    | Stade San Filippo            | 40 200   | Messine  | ACR Messine SSD                    |
| 8    | Stade Marcantonio-Bentegodi  | 39 371   | Vérone   | Hellas Vérone FC, AC Chievo Vérone |
| 9    | Stade Renato-Dall'Ara        | 38 279   | Bologne  | Bologne FC                         |
| 10   | Stade Luigi-Ferraris         | 36 685   | Gênes    | Genoa CFC, UC Sampdoria            |

## Statistiques et records individuels

### Joueurs

#### Les 10 joueurs les plus capés
En gras les joueurs encore en activité
| Rang | Nom                | Matchs | Clubs | Période   |
| ---- | ------------------ | ------ | --- | --------- |
| 1    | Gianluigi Buffon   | 657    | Parme (168) Juventus FC (489)                                                                                    | 1995-2023 |
| 2    | Paolo Maldini      | 647    | AC Milan (647)                                                                                                   | 1984-2009 |
| 3    | Francesco Totti    | 618    | AS Rome (619) | 1992-2017 |
| 4    | Javier Zanetti     | 615    | Inter (615) | 1995-2014 |
| 5    | Gianluca Pagliuca  | 592    | UC Sampdoria (198), Inter (165), Bologne FC (206), Ascoli (23)                                                   | 1987-2007 |
| 6    | Dino Zoff          | 570    | Udinese Calcio (4), Mantova (93), SSC Naples (143), Juventus FC (330)                                            | 1961-1983 |
| 7    | Samir Handanovič   | 566    | Udinesse Calcio (182), Trévise FBC 1993 (3), SS Lazio (3), Inter (383)                                           | 2004-2023 |
| 8    | Pietro Vierchowod  | 562    | Como (30), ACF Fiorentina (28), AS Rome (30), UC Sampdoria (358), Juventus FC (21), AC Milan (16), Piacenza (79) | 1980-2000 |
| 9    | Fabio Quagliarella | 556    | Sampdoria (272), Udinese (73), SSC Naples (34), Juventus FC (84), Torino FC (55), Ascoli FC (33)                 | 1999-2023 |
| 10   | Roberto Mancini    | 541    | Bologna FC (30), UC Sampdoria (424), SS Lazio (87)                                                               | 1981-2000 |

#### Les 10 meilleurs buteurs
En gras les joueurs encore en activité
| Rang | Nom               | Buts | Matchs | Clubs                                                                                          | Période                  |
| ---- | ----------------- | ---- | ------ | ---------------------------------------------------------------------------------------------- | ------------------------ |
| 1    | Silvio Piola      | 274  | 537    | Pro Vercelli (51), SS Lazio (143), Juventus FC (10), Novara (70)                               | 1929-1943 puis 1946-1954 |
| 2    | Francesco Totti   | 250  | 619    | AS Rome (250)                                                                                  | 1992-2017                |
| 3    | Gunnar Nordahl    | 225  | 291    | AC Milan (210), AS Rome (15)                                                                   | 1949-1958                |
| 4    | Giuseppe Meazza   | 216  | 367    | Inter (197), AC Milan (9), Juventus FC (10)                                                    | 1929-1943 puis 1946-1947 |
| 4    | José Altafini     | 216  | 459    | AC Milan (120), SSC Naples (71), Juventus FC (25)                                              | 1958-1976                |
| 6    | Antonio Di Natale | 209  | 445    | Empoli FC (18), Udinese Calcio (191)                                                           | 2000-2016                |
| 7    | Roberto Baggio    | 205  | 452    | ACF Fiorentina (39), Juventus FC (78), AC Milan (12), Bologne FC (22), Inter (9), Brescia (45) | 1985-2004                |
| 8    | Ciro Immobile     | 201  | 397    | Juventus FC (0), Genoa CFC (5), Torino FC (27), SS Lazio (168)                                 | 2008-2024                |
| 9    | Kurt Hamrin       | 190  | 400    | Juventus FC (8), Padova (20), ACF Fiorentina (150), AC Milan (9), SSC Naples (3)               | 1956-1971                |

#### Records d'invincibilité
| Rang | Nom               | Saison (Club)           | Durée       |
| ---- | ----------------- | ----------------------- | ----------- |
| 1    | Gianluigi Buffon  | 2015-2016 (Juventus FC) | 974 minutes |
| 2    | Sebastiano Rossi  | 1993-1994 (AC Milan)    | 929 minutes |
| 3    | Dino Zoff         | 1972-1973 (Juventus FC) | 903 minutes |
| 4    | Mario Da Pozzo    | 1963-1964 (Genoa CFC)   | 792 minutes |
| 5    | Gianluigi Buffon  | 2017-2018 (Juventus FC) | 791 minutes |
| 6    | Ivan Pelizoli     | 2003-2004 (AS Rome)     | 774 minutes |
| 7    | Davide Pinato     | 1996-1997 (Atalanta)    | 758 minutes |
| 8    | Gianluigi Buffon  | 2013-2014 (Juventus FC) | 745 minutes |
| 9    | Luca Marchegiani  | 1997-1998 (SS Lazio)    | 745 minutes |
| 10   | Morgan De Sanctis | 2013-2014 (AS Rome)     | 744 minutes |

### Entraineurs

#### Les 10 entraîneurs à avoir dirigé le plus de match
| 1  | Carlo Mazzone        | 792 | Ascoli (145), ACF Fiorentina (71), US Catanzaro (55), US Lecce (68), Cagliari (90), AS Rome (102), SSC Napoli (4), Bologna FC (106), AC Perugia (34), Brescia (102), US Livourne (15) | 1974-2006   |
| 2  | Nereo Rocco          | 787 | US Triestina (137), Padoue (204), AC Milan (280), Torino FC (136), ACF Fiorentina (30)                                                                                                | 1947-1977   |
| 3  | Giovanni Trappattoni | 689 | AC Milan (36), Juventus FC (402), Inter (21), Cagliari (21), ACF Fiorentina (68) | 1974-2000   |
| 4  | Nils Liedholm        | 644 | AC Milan (213), Varese (30), ACF Fiorentina (60), AS Rome (332), Hellas Vérone (9) | 1963-1997   |
| 5  | Giuseppe Viani       | 639 | US Salernitana (40), Lucchese (38), Palerme FC (76), Bologne FC (179), AC Milan (306)                                                                                                 | 1947-1968   |
| 6  | Fulvio Bernardini    | 581 | AS Rome (35), ACF Fiorentina (187), SS Lazio (77), Bologne FC (136), Sampdoria (146)                                                                                                  | 1949-1971   |
| 7  | Francesco Guidolin   | 555 | Atalanta (10), Vicenza (102), Udinese Calcio (186), Bologne FC (129), Palerme FC (90), Parme (38)                                                                                     | 1993-2014   |
| 8  | Luciano Spalletti    | 543 | Empoli FC (34), Sampdoria (28), Venise FC (17), Udinese Calcio (117), AS Rome (211), Inter (76), SSC Napoli (60)                                                                      | depuis 1997 |
| 9  | Gian Piero Gasperini | 506 | Genoa CFC (232), Inter (3), Palerme FC (22), Atalanta (249) | depuis 2007 |
| 10 | Luigi Ferrero        | 505 | SSC Bari (30), Vicenza (13), Torino FC (78), ACF Fiorentina (232), Lucchese (27), Atalanta (52), SS Lazio (13), Inter (23), SPAL (37)                                                 | 1939-1968   |

#### Entraîneurs les plus titrés
En gras les entraîneurs encore en activité.
| Nombre de titres | Entraineur           | Club (année du titre)                                                          |
| ---------------- | -------------------- | ------------------------------------------------------------------------------ |
| 7 titres         | Giovanni Trapattoni  | Juventus FC (1977, 1978, 1981, 1982, 1984, 1986), Inter (1989)                 |
| 6 titres         | Massimiliano Allegri | AC Milan (2011), Juventus FC (2015, 2016, 2017, 2018, 2019)                    |
| 5 titres         | Antonio Conte        | Juventus FC (2012, 2013, 2014), Inter (2021), Napoli (2025)                    |
| 5 titres         | Fabio Capello        | AC Milan (1992, 1993, 1994, 1996), AS Rome (2001), Retiré : Juventus FC (2005) |
| 5 titres         | Marcello Lippi       | Juventus FC (1995, 1997, 1998, 2002, 2003)                                     |
| 4 titres         | Carlo Carcano        | Juventus FC (1931, 1932, 1933, 1934)                                           |
| 4 titres         | Hermann Felsner      | Bologne FC (1925, 1929, 1939, 1941)                                            |

### Transferts
| Rang | Joueurs           | Indemnité | Provenance                      | Année |
| ---- | ----------------- | --------- | ------------------------------- | ----- |
| 1er  | Cristiano Ronaldo | 117 M€    | Real Madrid → Juventus Turin    | 2018  |
| 2e   | Gonzalo Higuaín   | 90 M€     | SSC Naples → Juventus Turin     | 2016  |
| 3e   | Matthijs de Ligt  | 85,50 M€  | Ajax Amsterdam → Juventus FC    | 2019  |
| 4e   | Dušan Vlahović    | 81,60 M€  | ACF Fiorentina → Juventus FC    | 2021  |
| 5e   | Arthur Melo       | 80,60 M€  | FC Barcelone → Juventus Turin   | 2020  |
| 6e   | Victor Osimhen    | 75 M€     | LOSC Lille → SSC Naples         | 2020  |
| 7e   | Romelu Lukaku     | 74 M€     | Manchester United → Inter       | 2019  |
| 8e   | Hernán Crespo     | 56,81 M€  | Parme AC → SS Lazio             | 2000  |
| 9e   | Gianluigi Buffon  | 52,88 M€  | Parme AC → Juventus Turin       | 2001  |
| 10e  | Douglas Luiz      | 51,50 M€  | FC Aston Villa → Juventus Turin | 2024  |

| Rang | Joueurs            | Indemnité | Destination                          | Année |
| ---- | ------------------ | --------- | ------------------------------------ | ----- |
| 1er  | Romelu Lukaku      | 113 M€    | Inter → Chelsea FC                   | 2021  |
| 2e   | Paul Pogba         | 105 M€    | Juventus Turin → Manchester United   | 2016  |
| 3e   | Gonzalo Higuaín    | 90 M€     | SSC Naples → Juventus Turin          | 2016  |
| 4e   | Dušan Vlahović     | 81,60 M€  | ACF Fiorentina → Juventus FC         | 2021  |
| 5e   | Zinédine Zidane    | 77,50 M€  | Juventus FC → Real Madrid            | 2001  |
| 6e   | Rasmus Højlund     | 75 M€     | Atalanta Bergame → Manchester United | 2023  |
| 7e   | Zlatan Ibrahimović | 69,50 M€  | Inter → FC Barcelone                 | 2009  |
| 8e   | Achraf Hakimi      | 68 M€     | Inter → Paris Saint-Germain          | 2021  |
| 9e   | Kaká               | 67 M€     | AC Milan → Real Madrid               | 2009  |
| 9e   | Matthijs de Ligt   | 67 M€     | Juventus FC → Bayern Munich          | 2022  |

## Compétitions européennes

### Coefficient UEFA
Le tableau suivant récapitule le classement du championnat d'Italie au coefficient UEFA depuis 1960 :
| 1960 | 1961 | 1962 | 1963 | 1964 | 1965 | 1966 | 1967 | 1968 | 1969 | 1970 | 1971 | 1972 | 1973 | 1974 | 1975 | 1976 | 1977 | 1978 | 1979 |
| ---- | ---- | ---- | ---- | ---- | ---- | ---- | ---- | ---- | ---- | ---- | ---- | ---- | ---- | ---- | ---- | ---- | ---- | ---- | ---- |
| 3    | 3    | 3    | 2    | 2    | 2    | 4    | 3    | 4    | 4    | 4    | 3    | 3    | 3    | 5    | 4    | 5    | 6    | 8    | 9    |
| 1980 | 1981 | 1982 | 1983 | 1984 | 1985 | 1986 | 1987 | 1988 | 1989 | 1990 | 1991 | 1992 | 1993 | 1994 | 1995 | 1996 | 1997 | 1998 | 1999 |
| 10   | 9    | 12   | 11   | 5    | 2    | 1    | 1    | 1    | 1    | 2    | 1    | 1    | 1    | 1    | 1    | 1    | 1    | 1    | 1    |
| 2000 | 2001 | 2002 | 2003 | 2004 | 2005 | 2006 | 2007 | 2008 | 2009 | 2010 | 2011 | 2012 | 2013 | 2014 | 2015 | 2016 | 2017 | 2018 | 2019 |
| 2    | 2    | 2    | 2    | 3    | 3    | 2    | 3    | 3    | 3    | 3    | 4    | 4    | 4    | 4    | 4    | 4    | 4    | 3    | 3    |
| 2020 | 2021 | 2022 | 2023 | 2024 | 2025 |      |      |      |      |      |      |      |      |      |      |      |      |      |      |
| 4    | 3    | 3    | 4    | 2    | 2    |      |      |      |      |      |      |      |      |      |      |      |      |      |      |

- Premier
- Deuxième
- Troisième

Le tableau suivant affiche le coefficient actuel du championnat italien.
| Rang | Pays       | 2020-2021 | 2021-2022 | 2022-2023 | 2023-2024 | 2024-2025 | Coefficient |
| ---- | ---------- | --------- | --------- | --------- | --------- | --------- | ----------- |
| 1    | Angleterre | 24,357    | 21,000    | 23,000    | 17,375    | 29,464    | 115,196     |
| 2    | Italie     | 16,285    | 15,714    | 22,357    | 21,000    | 21,875    | 97,231      |
| 3    | Espagne    | 19,500    | 18,428    | 16,571    | 16,062    | 23,892    | 94,453      |
| 4    | Allemagne  | 15,214    | 16,214    | 17,125    | 19,357    | 18,421    | 86,331      |

### Coefficient UEFA des clubs
| Rang | Club             | 2020-2021 | 2021-2022 | 2022-2023 | 2023-2024 | 2024-2025 | Coefficient |
| ---- | ---------------- | --------- | --------- | --------- | --------- | --------- | ----------- |
| 6    | Inter Milan      | 9,000     | 18,000    | 29,000    | 20,000    | 40,250    | 116,250     |
| 9    | AS Rome          | 24,000    | 23,000    | 22,000    | 21,000    | 14,500    | 104,500     |
| 16   | Atalanta Bergame | 17,000    | 16,000    | -         | 28,000    | 21,000    | 82,000      |
| 19   | AC Milan         | 12,000    | 7,000     | 24,000    | 16,000    | 19,000    | 78,000      |
| 21   | Lazio Rome       | 17,000    | 9,000     | 6,000     | 18,000    | 26,000    | 76,000      |
| 22   | Juventus FC      | 21,000    | 20,000    | 17,000    | -         | 16,250    | 74,250      |
| 33   | ACF Fiorentina   | -         | -         | 20,000    | 22,000    | 20,000    | 62,000      |
| 34   | SSC Naples       | 10,000    | 9,000     | 25,000    | 17,000    | -         | 61,000      |

### Palmarès continental
Le tableau suivant récapitule le palmarès du football italien dans les coupes d'Europe organisées par l'Union des associations européennes de football (UEFA). Les clubs en gras indiquent les succès en finale, le reste correspond aux défaites subies en finale continentale.
| Année | Ligue des champions & Coupe des clubs champions | Coupe des vainqueurs de coupe (1961-1999) | Ligue Europa & Coupe UEFA & Coupe des villes de foires | Supercoupe d'Europe   | Ligue Conférence & Coupe Intertoto (1995-2008) |
| ----- | ----------------------------------------------- | ----------------------------------------- | ------------------------------------------------------ | --------------------- | ---------------------------------------------- |
| 1957  | ACF Fiorentina                                  |                                           |                                                        |                       |                                                |
| 1958  | Milan AC                                        |                                           |                                                        |                       |                                                |
| 1961  |                                                 | ACF Fiorentina                            | AS Rome                                                |                       |                                                |
| 1962  |                                                 | ACF Fiorentina                            |                                                        |                       |                                                |
| 1963  | AC Milan                                        |                                           |                                                        |                       |                                                |
| 1964  | Inter                                           |                                           |                                                        |                       |                                                |
| 1965  | Inter                                           |                                           | Juventus FC                                            |                       |                                                |
| 1967  | Inter                                           |                                           |                                                        |                       |                                                |
| 1968  |                                                 | AC Milan                                  |                                                        |                       |                                                |
| 1971  |                                                 |                                           | Juventus FC                                            |                       |                                                |
| 1972  | Inter                                           |                                           |                                                        |                       |                                                |
| 1973  | Juventus FC                                     | AC Milan                                  |                                                        | AC Milan              |                                                |
| 1974  |                                                 | AC Milan                                  |                                                        |                       |                                                |
| 1977  |                                                 |                                           | Juventus FC                                            |                       |                                                |
| 1983  | Juventus FC                                     |                                           |                                                        |                       |                                                |
| 1984  | AS Rome                                         | Juventus FC                               |                                                        | Juventus FC           |                                                |
| 1989  | AC Milan                                        | UC Sampdoria                              | SSC Naples                                             | AC Milan              |                                                |
| 1990  | AC Milan                                        | UC Sampdoria                              | Juventus FC ACF Fiorentina                             | AC Milan UC Sampdoria |                                                |
| 1991  |                                                 |                                           | Inter AS Rome                                          |                       |                                                |
| 1992  |                                                 |                                           | Torino FC                                              |                       |                                                |
| 1993  | AC Milan                                        | Parme FC                                  | Juventus FC                                            | Parme FC AC Milan     |                                                |
| 1994  | AC Milan                                        | Parme FC                                  | Inter                                                  | AC Milan              |                                                |
| 1995  | AC Milan                                        |                                           | Parme FC Juventus FC                                   |                       |                                                |
| 1996  | Juventus FC                                     |                                           |                                                        | Juventus FC           |                                                |
| 1997  | Juventus FC                                     |                                           | Inter                                                  |                       |                                                |
| 1998  | Juventus FC                                     |                                           | Inter Lazio Rome                                       |                       | Bologne FC                                     |
| 1999  |                                                 | Lazio Rome                                | Parme FC                                               | Lazio Rome            | Juventus FC                                    |
| 2000  |                                                 |                                           |                                                        |                       | Udinese Calcio                                 |
| 2003  | AC Milan Juventus FC                            |                                           | AC Milan                                               | Pérouse Calcio        |                                                |
| 2005  | AC Milan                                        |                                           |                                                        |                       |                                                |
| 2007  | AC Milan                                        |                                           | AC Milan                                               | UC Sampdoria          |                                                |
| 2008  |                                                 |                                           |                                                        | SSC Naples            |                                                |
| 2010  | Inter                                           |                                           | Inter                                                  |                       |                                                |
| 2015  | Juventus FC                                     |                                           |                                                        |                       |                                                |
| 2017  | Juventus FC                                     |                                           |                                                        |                       |                                                |
| 2020  |                                                 | Inter                                     |                                                        |                       |                                                |
| 2022  |                                                 |                                           | AS Rome                                                |                       |                                                |
| 2023  | Inter                                           | AS Rome                                   |                                                        | ACF Fiorentina        |                                                |
| 2024  |                                                 | Atalanta Bergame                          | Atalanta Bergame                                       | ACF Fiorentina        |                                                |
| 2025  | Inter                                           |                                           |                                                        |                       |                                                |

| Compétition                | Titres | Clubs |
| -------------------------- | ------ | --- |
| Ligue des champions        | 12     | AC Milan (1963, 1969, 1989, 1990, 1994, 2003, 2007) Inter (1964, 1965, 2010) Juventus FC (1985, 1996)                |
| Coupe des coupes           | 7      | AC Milan (1968, 1973) Parme (1993) ACF Fiorentina (1961) UC Sampdoria (1990) Juventus FC (1984) SS Lazio (1999)      |
| Ligue Europa               | 10     | Inter (1991, 1994, 1998) Juventus FC (1977, 1990, 1993) Parme (1995, 1999) SSC Naples (1989) Atalanta Bergame (2024) |
| Ligue Europa Conférence    | 1      | AS Roma (2022) |
| Coupe des villes de foires | 1      | AS Roma (1961) |